# Trajan
Marko Ulpije Trajan (lat. Marcus Ulpius Traianus; 18. rujna 53. – 9. kolovoza 117.) bio je rimski car.
Bio je zapovjednik i upravitelj Germanije kad ga je rimski car Nerva posvojio i odredio svojim nasljednikom. Poslije smrti Nerve, postao je carem 98. godine, a već 101. godine krenuo je u rat protiv Dačana koji su ugrožavali rimsku granicu. Rođen je u gradu Italika u provinciji Hispanija u patricijskoj porodici iberijskog porijekla. Izgradio je kameni most preko Dunava između Turnu Severina i Kladova i izgradio put desnom obalom Dunava od Beograda (Singidunum) kroz Đerdap. Trajan je ponovno krenuo na Dačane 105. godine, pokorio ih u drugom ratu i na njihovom teritoriju osnovao rimsku provinciju Daciju. 106. godine je izgradio Trajanov forum, a 113. godine je počeo rat protiv Parta, 114. godine prisvojio Armeniju i sjevernu Mezopotamiju, a 115. godine osvojio je Adiabene, Babilon i Ktezifont (zimsku prijestolnicu Parta). Njegova daljna osvajanja 116. godine prekinule su židovske pobune u istočnim provincijama carstva, ali i njegova bolest. U njegovo je doba Rimsko Carstvo doseglo najveći teritorijalni opseg i moć. Svojim nasljednikom imenovao je Hadrijana. Vrlo je dobro vladao, pa je Senat govorio: "Budi sretniji od Augusta i bolji od Trajana". On je jedini Rimljanin koji je bio mrtav u vrijeme održavanja trijumfa za njegove pobjede.

## Vanjske poveznice
|  | Zajednički poslužitelj ima još gradiva o temi Trajan |

| Prethodnik:       | Rimski carevi | Nasljednik:            |
| Nerva (96. – 98.) | Rimski carevi | Hadrijan (117. – 138.) |